# Beverungen
Beverungen är en stad i Landkreis Höxter i Regierungsbezirk Detmold i delstaten Nordrhein-Westfalen i Tyskland.
Namnet Beverungen är känt sedan mitten av 800-talet. Det var först ett adelsgods med stora ägor, vilket senare också blev en by. Omkring 1300 påbörjade biskopen Bernhard of Paderborn anläggandet av en borg. Byn fick stadsrättigheter 1417 och var till början av 1900-talet en jordbrukarstad.
Under Trettioåriga kriget drabbades staden 1426 av pest. Hessiska och svenska trupper brände ned staden 1632, varvid endast fem hus återstod, men den återuppbyggdes en kort tid därefter.
Under århundraden var Beverungen hamnstad för ett furstbiskopsdöme, Furstbiskopsdömet Paderborn.

## Bildgalleri

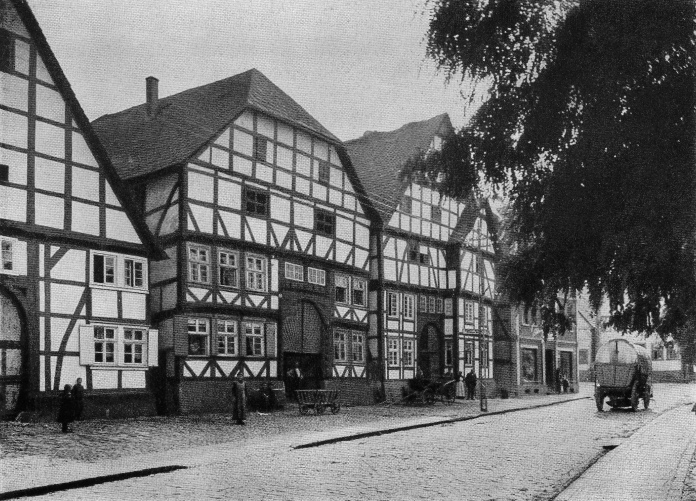
Gata i Beverungen 1909
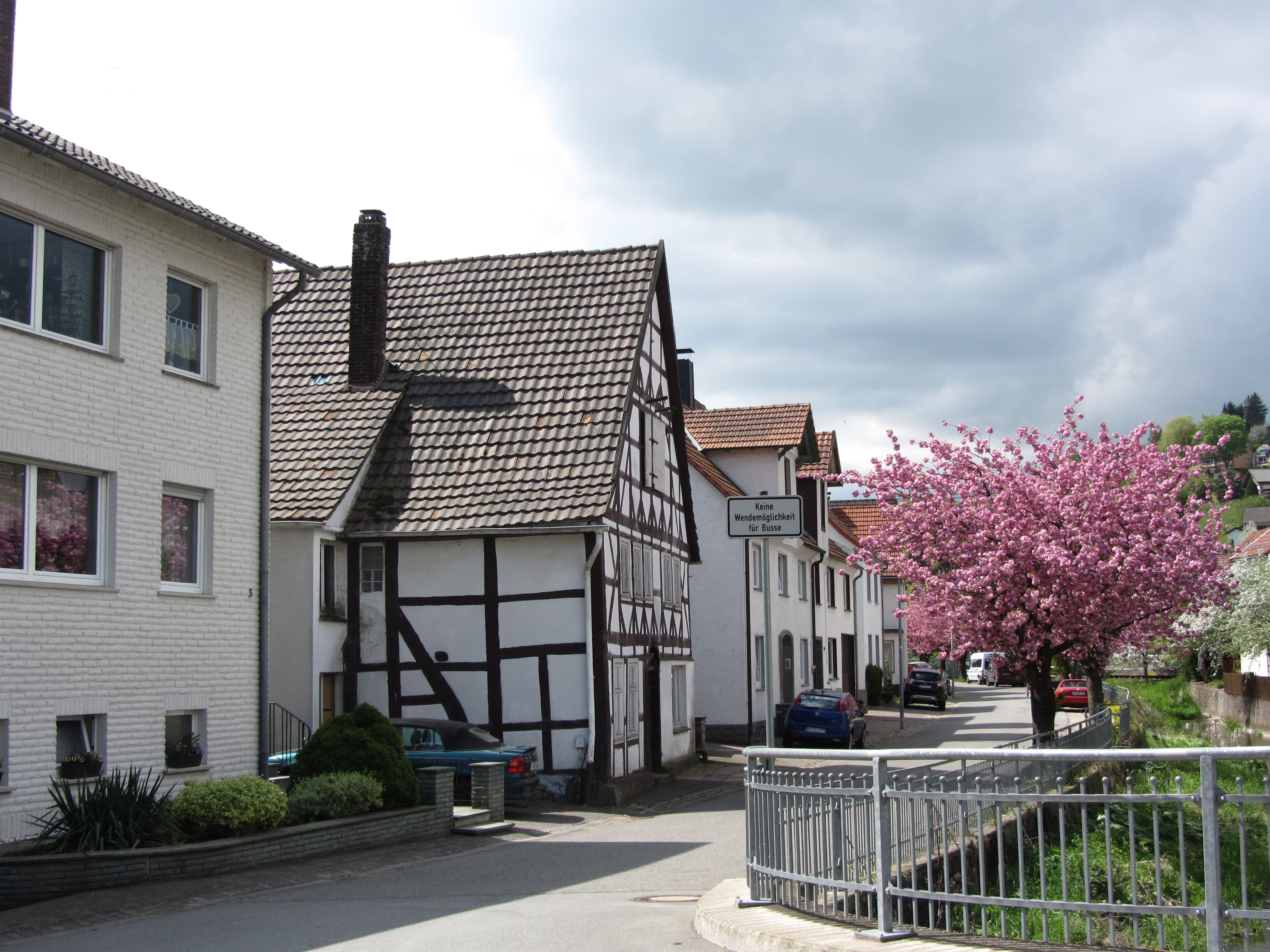
Lange Reihe 5
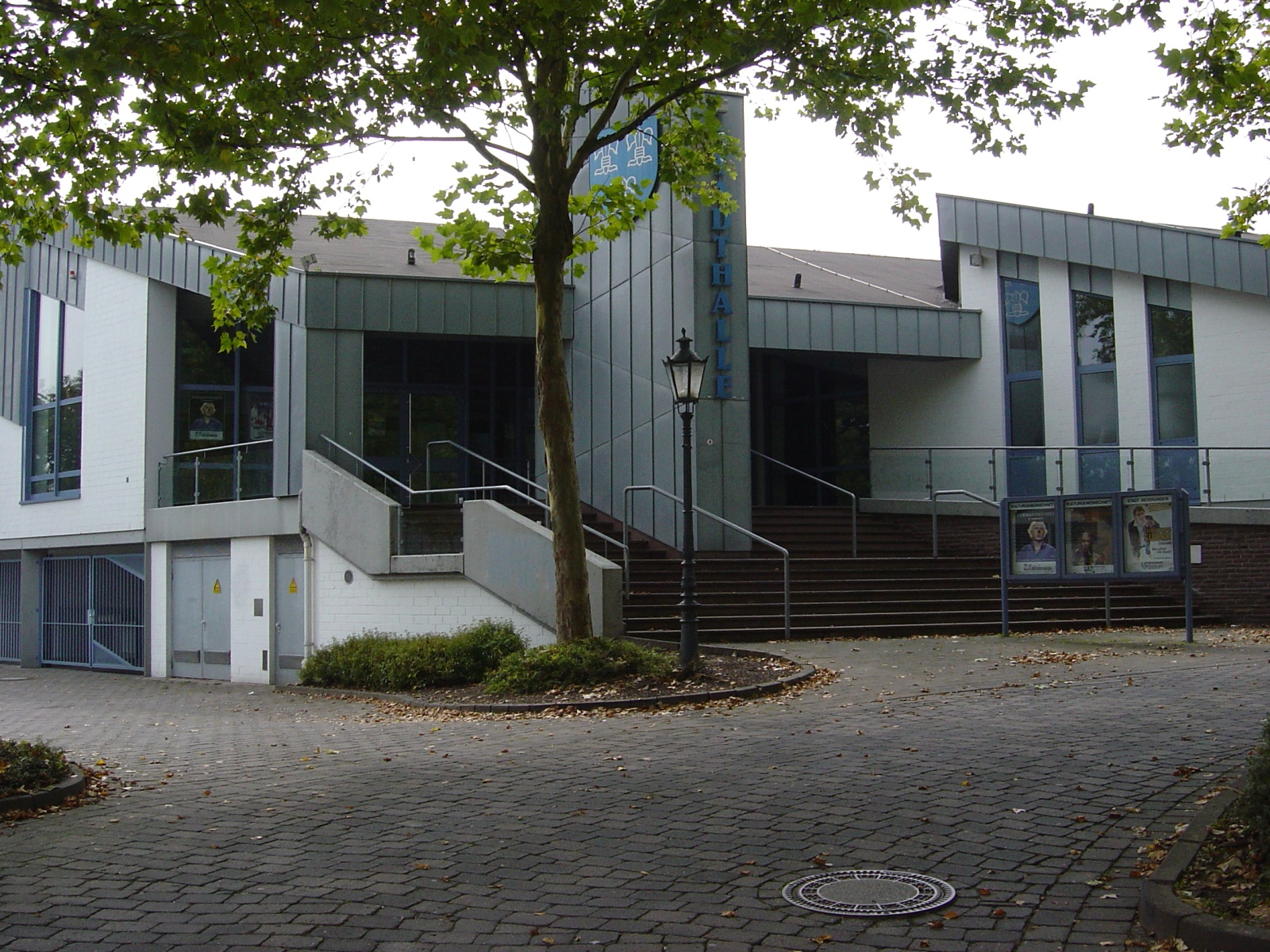
Stadthalle
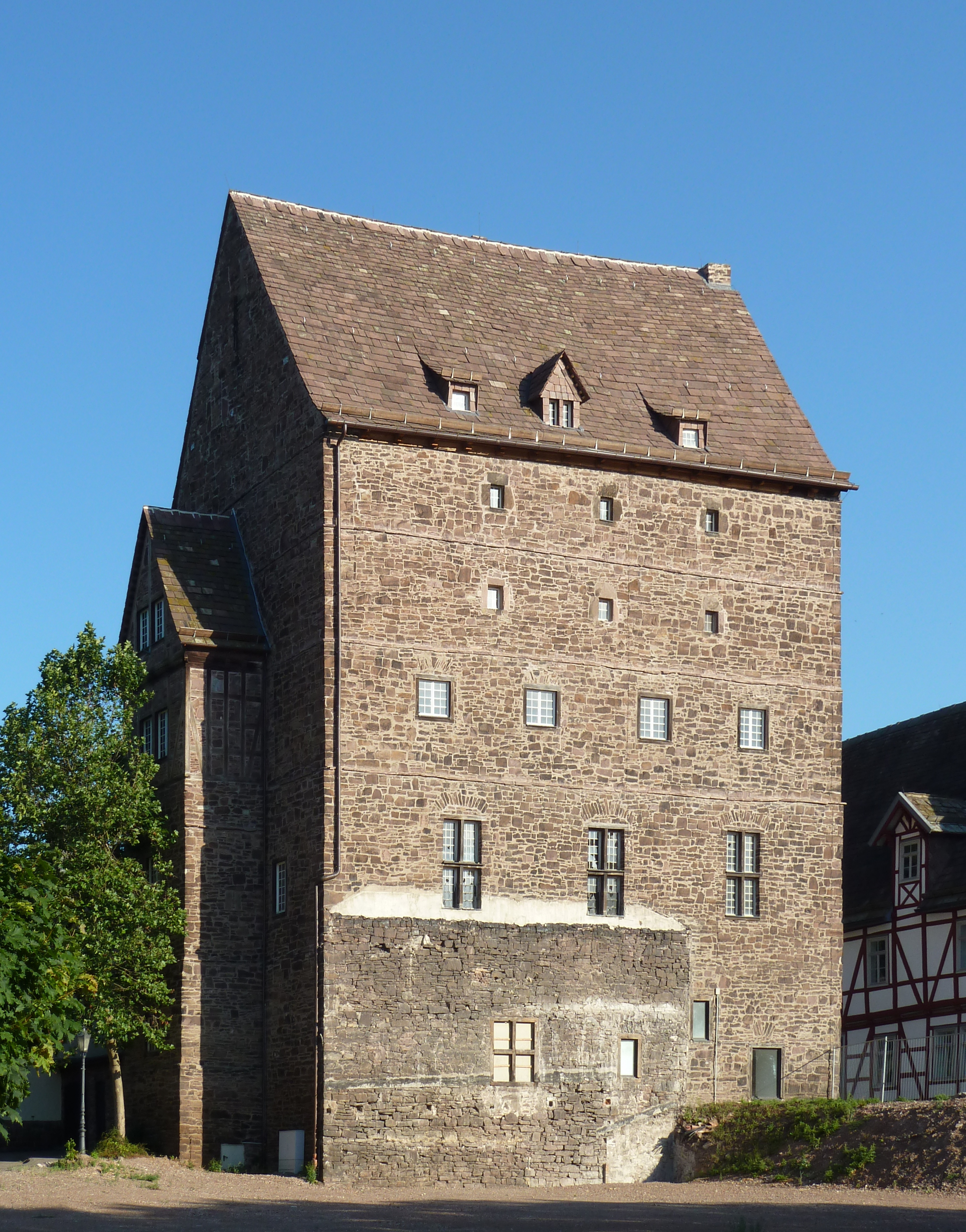
Burg Beveringen
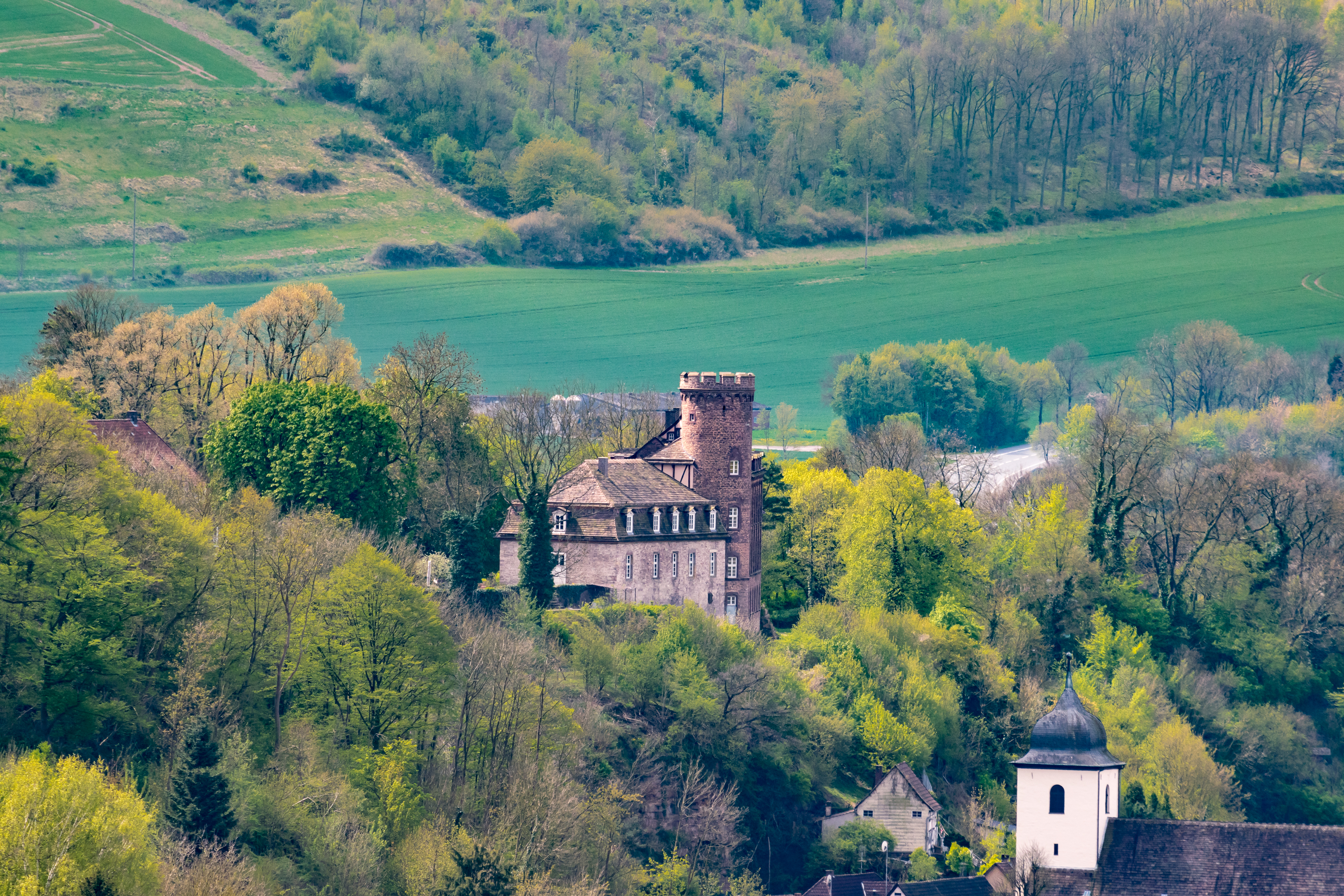
Burg Herstelle
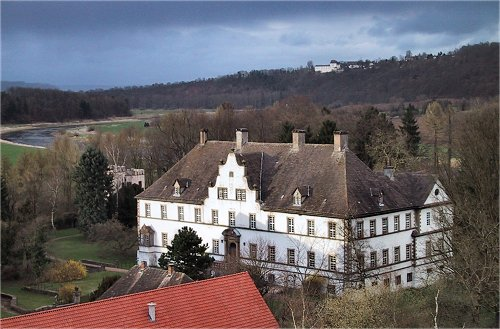
Schloss Wehrden
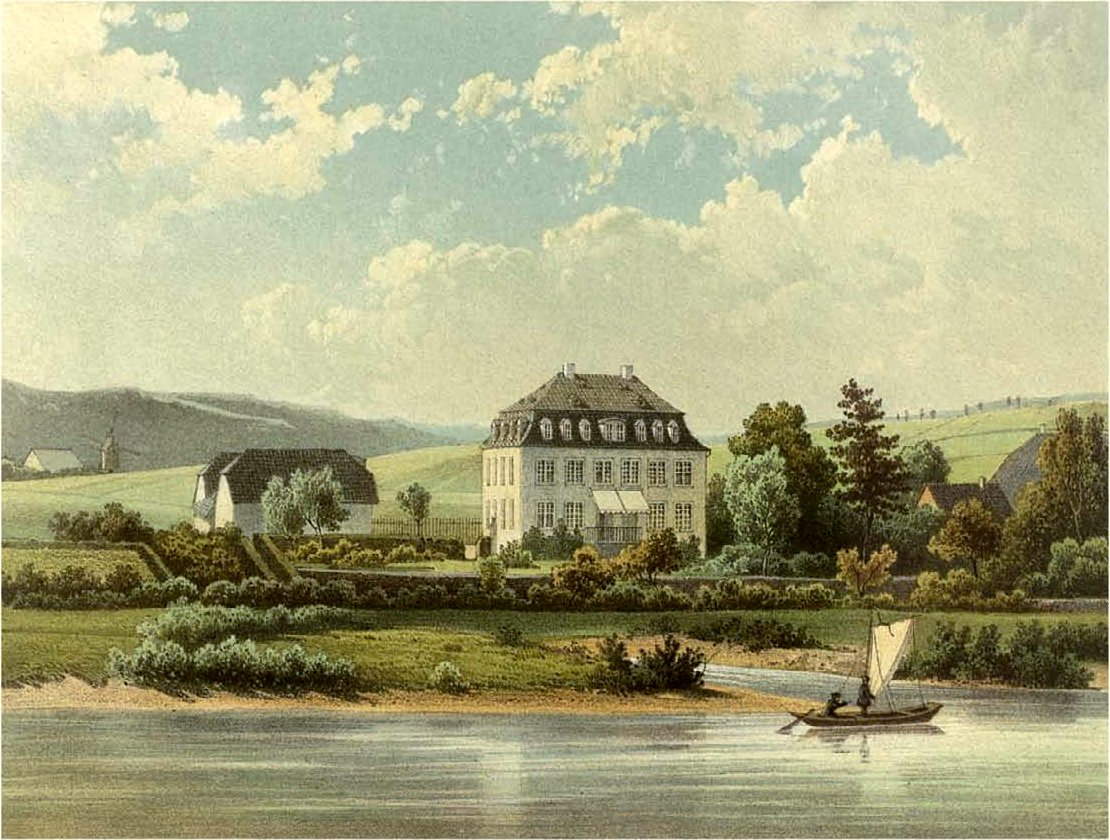
Schloss Würgassen, avbildat någon gång mellan 1857 och 1883